# Hugh Douglas of Douglas († 1289)
Hugh Douglas of Douglas (* vor 1248; † 1289) war ein schottischer Adliger aus dem Clan Douglas.
Er war der ältere Sohn des Sir William of Douglas († 1274) und beerbte diesen als Laird der feudalen Baronie Douglas einschließlich Douglas Castle.
An Palmsonntag, am 6. April 1259, wurde auf Edinburgh Castle ein Ehevertrag über die Verheiratung Hughs mit Marjorie Abernethy, Schwester des Sir Hugh Abernethy beurkundet. Offenbar waren Braut und Bräutigam zu diesem Zeitpunkt noch minderjährig, jedenfalls wurde dieser Vertrag zwischen Hughs Vater Sir William und Marjories Bruder Sir Hugh abgeschlossen und regelte den Unterhalt des Paares für vier Jahre – mutmaßlich bis Hugh Douglas volljährig würde.
Er starb vermutlich kinderlos spätestens Anfang 1289, jedenfalls ist ab dem 12. Januar 1289 sein jüngerer Bruder William „le Hardi“ Douglas als Laird von Douglas belegt.